# Birthday (Anne-Marie)
Birthday è un singolo della cantautrice britannica Anne-Marie, pubblicato il 7 febbraio 2020 su etichetta Asylum Records.

## Video musicale
Il video musicale, diretto da Hannah Lux Davis, è stato reso disponibile tramite il canale YouTube della cantante il 7 febbraio 2020 in concomitanza con l'uscita del singolo.

## Tracce
Testi e musiche di Anne-Marie Nicholson, Delacey, Keith Sorrells e Warren Okay Felder.
Download digitale
1. Birthday – 3:01

Download digitale – Acoustic
1. Birthday (Acoustic) – 2:59

Download digitale – Don Diablo Remix
1. Birthday (Don Diablo Remix) – 3:45

Download digitale – James Hype Remix
1. Birthday (James Hype Remix) – 2:56

Download digitale – Remixes
1. Birthday (Blinkie Remix) – 3:35
2. Birthday (Borgeous Remix) – 2:30

## Formazione
Musicisti
- Anne-Marie – voce
- Oak – programmazione, programmazione della batteria
- Alex Nice – tastiera, programmazione
- Keith Sorells – programmazione della batteria

Produzione
- Oak – produzione
- Alex Nice – co-produzione
- Keith Sorells – co-produzione, ingegneria del suono
- Stuart Hawkes – mastering
- Mark "Spike" Stent – missaggio
- Dave Emery – assistenza al missaggio
- Matt Wolach – assistenza al missaggio

## Successo commerciale
Nella Official Singles Chart britannica Birthday ha debuttato alla 36ª posizione con 11 984 unità distribuite durante la sua prima settimana di disponibilità, diventando il quattordicesimo ingresso di Anne-Marie nella classifica, per poi raggiungere un picco di 31 cinque settimane dopo.

## Classifiche

### Classifiche settimanali
| Classifica (2020) | Posizione massima |
| ----------------- | ----------------- |
| Belgio (Fiandre)  | 47                |
| Belgio (Vallonia) | 34                |
| Corea del Sud     | 38                |
| Irlanda           | 40                |
| Lituania          | 60                |
| Regno Unito       | 31                |
| Slovacchia        | 97                |

### Classifiche di fine anno
| Classifica (2020) | Posizione |
| ----------------- | --------- |
| Corea del Sud     | 98        |